# Гробница Йуши

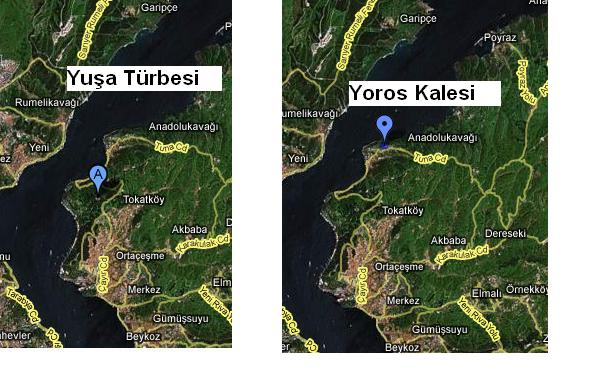
Холм Йуши и крепость Йорос на спутниковой карте

Гробница святого Юши (тур. Hazret-i Yuşa Türbesi) — комплекс сооружений на вершине Холма Юши, который находится на азиатском берегу Босфора в районе Анадолукавагы (ильче Бейкоз, Стамбул). Является местом паломничества турецких суфиев.

## Холм Юши
Возвышенность, на которой находится гробница, называется Холм Юши (тур. Yuşa Tepesi). Турки также её называют Yuşa Dağı (гора Юши) и Dev Dağı (≈ великанова гора.)
Высота возвышенности над уровнем моря составляет около 200 метров. Она находится к югу от крепости Йорос.

## Описание гробницы
Гробница святого Юши состоит из трёх сооружений:

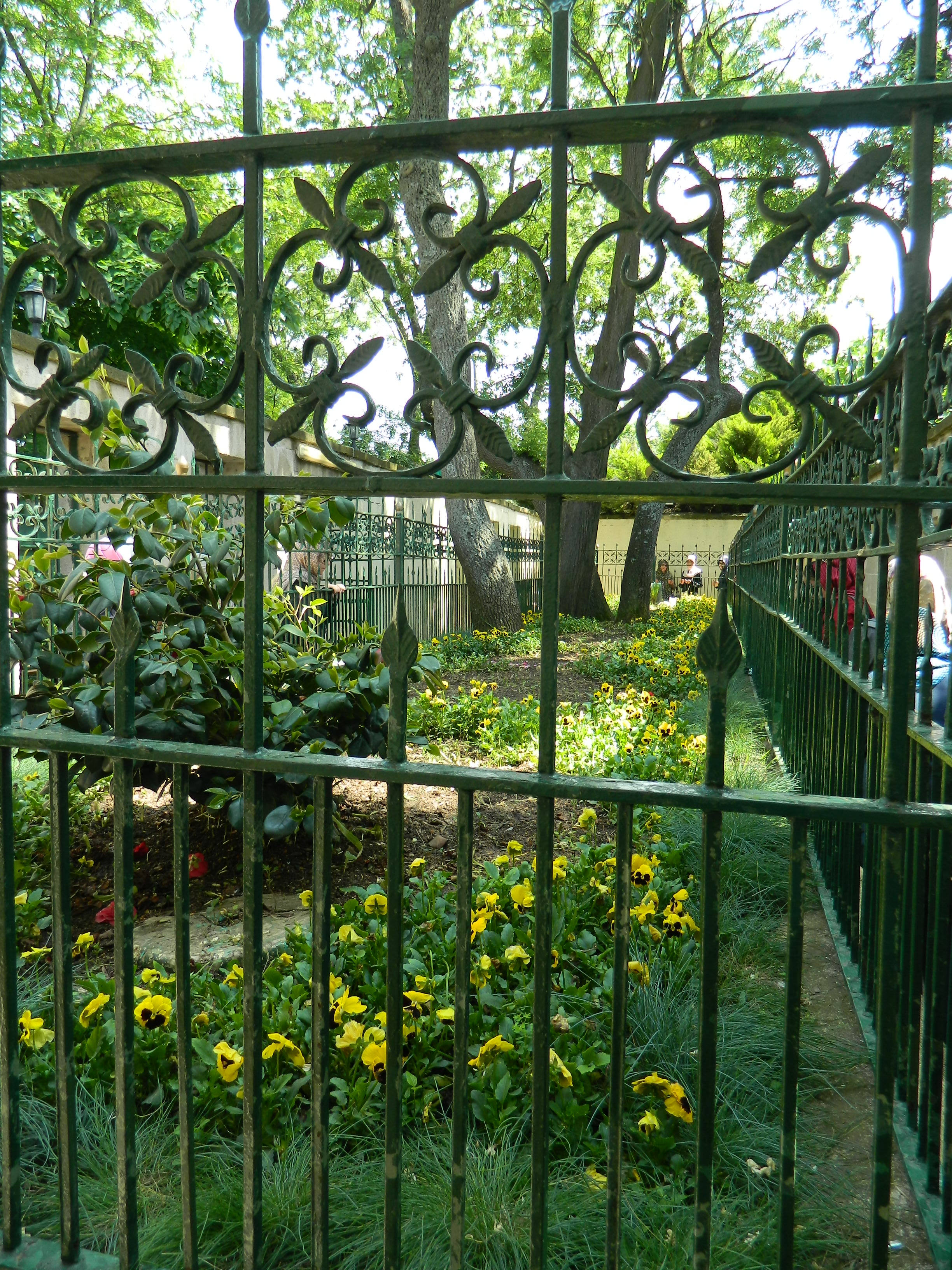
Могила святого Юши

1. широкая терраса со скамейками для отдыха паломников;
2. мечеть;
3. могила святого Юши — плоское прямоугольное земляное возвышение длиной 17 метров и шириной около 2 метров. Оно окружено высокой чугунной решёткой, которая, в свою очередь, дополнительно затянута железной сеткой, чтобы многочисленные паломники не могли коснуться священной земли внутри ограды.

Решётка окружает участок земли, поросший густой травой. Внутри ограды растет также несколько высоких деревьев. В противоположных концах могилы находятся два круглых цилиндрических камня, напоминающих небольшие жернова. В центре одного из них, наверху камня, видно четырёхугольное отверстие и хорошо заметная трещина в камне. К этому камню привязан воткнутый в землю высокий шест. На вершине шеста сегодня находится золотой, или позолоченный, диск с арабской надписью, явно напоминающий рипиду.
Всё это сооружение обнесено высокой каменной стеной, в которой сделаны две двери и несколько окон. Паломники входят в одну из этих дверей, обходят могилу кругом и выходят через вторую дверь наружу.
Согласно представлениям паломников, здесь можно получить исцеление от своих недугов.

## История возникновения гробницы
На внешней стене расположена плита с текстом на трёх языках: турецком, английском и арабском, с описанием трёх основных версий относительно объекта захоронения:
- Здесь похоронен Иисус Навин.
- Здесь похоронен Юша ибн Нун, предводитель еврейского народа после смерти св. Мусы (Моисея)[2] (который отождествляется с пророком Иисусом Навином). Большой размер могилы объясняется данью уважения к пророку.
- Здесь похоронен один из живших в этих местах гигантов (этим также объясняется большой размер могилы).

### Иисус Навин (легендарные сведения)
Турецкие суфии полагают, что Юша ибн Нун — это Иисус Навин, живший в 1082-972 годах до н. э. Эта версия также описана на плите:

Bir rivayete göre, Hazreti Musa (A.S)'nın Sancaktarı olan Yuşa, O'nun ordularıyla beraber Beykoz'a kadar gelmiş ve burada yapılan savaşta, kabrinin yakınındaki bir yerde şehid olmuştur. Anlatıldığına göre, Sarıyer'in tam karşısında bulunan Sütlüce Köyü önlerinde şehid düşmüş ve mübarek vücudu iki parçaya bölünmüştür. Belden aşağı kısmı deniz kıyısında kalmış, belden yukarı kısmı da, Beykoz sırtlarındaki tepelere doğru sürüne sürüne çıkıp, şimdiki kabrinin bulunduğu yerde ruhunu teslim etmiştir. Boyu çok uzun olan Yuşa Hazretleri'nin belden yukarı kısmı, 17 metrelik kabre konulmuştur.

Согласно одной легенде Юша был знаменосцем св. Мусы, он вместе со своими войсками пришёл к Бейкозу и здесь произошло сражение. Юша был убит в том месте, где сейчас его могила. Говорят, он погиб перед деревней Сютлюдже, находящейся как раз напротив Сарыера и его праведное тело было разделено на две части. Часть ниже талии осталась на морском берегу, а часть выше талии ползя на животе, взобралась на гребни холмов Бейкоза и отдала Богу душу в том месте, где находится теперь могила. Часть тела Юши выше талии была очень длинной и таким образом была заложена 17-метровая могила. 
Однако вопрос о том, как могила пророка Иисуса Навина оказалась в Бейкозе, остаётся открытым.
По некоторым исследованиям этот холм — Голгофа. При этом круглый камень с отверстием посередине является, согласно этой точке зрения, местом установки креста, а рипида — прообраз копья Лонгина.

### История Холма Юши
История Холма Юши известна с древнейших времён. В античное время здесь был каменный стол для жертвоприношений Зевсу. В шестом веке при императоре Юстиниане этот жертвенник был окружён византийской церковью. Остатки этой церкви сохранялись до XIX века (этот факт отмечает Джелал Эссад).
В 1755 году по приказу великого везиря Османа III Челебизаде Мехмет Саит-паши на холме были построены месджит и текке́. Кроме того, вокруг могилы была построена стена из камня и кирпича, и назначены работники для постоянного ухода и присмотра за гробницей. Так как это место вызывало большой интерес у людей, то на холме постоянно возникали давки. Из-за этого султан Селим III был вынужден запретить чтение жития Мухаммеда, мотивируя своё решение «необходимостью прекратить раздоры».
Современный вид гробница святого Юши приобрела в 1863 году, когда султан Абдул-Азиз приказал отреставрировать и обновить постройки (так как старая мечеть пострадала от пожара). В статистическом отчёте 1885-1886 годов Министерства внутренних дел это место упомянуто как «Yüşa Aleyhisselam Dergahı» (≈ Йуша Алейхисселям обитель дервиша).

## Современное состояние
После 1990-х годов здесь разместилась резиденция муфтия Бейкоза. В 2000-х годах продолжились работы по благоустройству, для рабочих по уходу за гробницей были построены общежитие, дом культуры, библиотека, столовая, шадырван.